# Victor Campenaerts
Victor Campenaerts (ur. 28 października 1991 w Wilrijk) – belgijski kolarz szosowy.

## Najważniejsze osiągnięcia
2013
- 1. miejsce w mistrzostwach Europy do lat 23 (jazda ind. na czas)

2015
- 2. miejsce w Tour de Wallonie
- 1. miejsce w Duo Normand (razem z Jelle Wallaysem)

2016
- 1. miejsce w mistrzostwach Belgii (jazda ind. na czas)
- 2. miejsce w mistrzostwach Europy (jazda ind. na czas)

2017
- 1. miejsce na 3. etapie Vuelta a Andalucía (jazda ind. na czas)
- 1. miejsce w mistrzostwach Europy (jazda ind. na czas)

2018
- 1. miejsce w mistrzostwach Belgii (jazda ind. na czas)
- 1. miejsce w mistrzostwach Europy (jazda ind. na czas)
- 3. miejsce w mistrzostwach świata (jazda ind. na czas)

2019
- 1. miejsce na 7. etapie Tirreno-Adriático (jazda ind. na czas)
- Rekord świata w jeździe godzinnej (55,089 km)[1]
- 1. miejsce na 4. etapie Baloise Belgium Tour

2020
- 2. miejsce w mistrzostwach Belgii (jazda ind. na czas)
- 3. miejsce w mistrzostwach Europy (jazda ind. na czas)

2021
- 1. miejsce na 15. etapie Giro d’Italia
- 3. miejsce w mistrzostwach Belgii (jazda indywidualna na czas)
- 3. miejsce w Benelux Tour

2022
- 3. miejsce w mistrzostwach Belgii (jazda indywidualna na czas)
- 1. miejsce w  klasyfikacji górskiej Tour de Wallonie
- 1. miejsce w Tour of Leuven
- 3. miejsce w Circuit Franco-Belge

2023
- 1. miejsce w klasyfikacji najaktywniejszych Tour de France
- 1. miejsce w Druivenkoers Overijse
- 1. miejsce na 4. etapie Tour de Luxembourg

2024
- 1. miejsce na 18. etapie Tour de France

## Rankingi
| Rok             | 2013 | 2014 | 2015 | 2016 | 2017 | 2018 | 2019 | 2020 | 2021 | 2022 | 2023 | 2024 |
| --------------- | ---- | ---- | ---- | ---- | ---- | ---- | ---- | ---- | ---- | ---- | ---- | ---- |
| UCI World Tour  |      |      |      | 210. | -    | 188. |      |      |      |      |      |      |
| World Ranking   |      |      |      | 636. | 180. | 177. | 191. | 156. | 111. | 80.  | 364. | 176. |
| UCI Europe Tour | 370. | 966. | 60.  | 469. | 69.  | 334. | 157. | 128. | 95.  | 68.  | -    | 144. |
|                 |      |      |      |      |      |      |      |      |      |      |      |      |
| Źródło: UCI     |      |      |      |      |      |      |      |      |      |      |      |      |